# Alienazione (diritto)
Alienazione, nel linguaggio giuridico, è il negozio con il quale un soggetto (detto "alienante") attribuisce a un altro (detto "alienatario") una proprietà o un diritto su beni del proprio patrimonio. In questo senso l'alienazione è un esempio di acquisto a titolo derivativo.

## Oggetto dell'alienazione
Soltanto i diritti disponibili possono essere oggetto di alienazione mentre i cosiddetti diritti indisponibili, per il fatto di essere strettamente inerenti alla persona che ne è titolare, si acquistano con la nascita e si estinguono con la morte.

## Forme di alienazione
L'alienazione può avvenire o a titolo oneroso (verso un corrispettivo suscettibile di valutazione economica) o a titolo gratuito (per spirito di liberalità). Nella prima fattispecie rientrano, tra le altre, compravendita, permuta, datio in solutum. Nella seconda il contratto di donazione.

## L'alienazione come concetto contabile
Il termine alienazione viene utilizzato anche in contabilità generale per definire la cessione gratuita a terzi di un cespite o bene posseduto da una società o da un privato.